# Hydrocyphon spinosus
Hydrocyphon spinosus es una especie de coleóptero de la familia Scirtidae.

## Distribución geográfica
Habita en Kerala (India).